# Esquí de fons als Jocs Olímpics d'hivern de 1948
Als Jocs Olímpics d'Hivern de 1948 celebrats a la ciutat de Sankt Moritz (Suïssa) es disputaren tres proves d'esquí de fons, totes elles en categoria masculina. La prova de 18 quilòmetres es va celebrar el dia 31 de gener, la prova de relleus 4x10 km el 3 de febrer i la prova de 50 km el 6 de febrer de 1948 a les instal·lacions de Sankt Moritz.

## Comitès participants
Hi participaren un total de 106 esquiadors de fons de 15 comitès nacionals diferents.
| - Àustria (8) - Bulgària (2) - Canadà (2) - Estats Units (5) - Finlàndia (13) - França (7) - Hongria (2) - Itàlia (9) |  | - Iugoslàvia (6) - Liechtenstein (5) - Noruega (12) - Polònia (5) - Suècia (11) - Suïssa (10) - Txecoslovàquia (9) |

## Resum de medalles
| Prova                   | Or                                                                    | Argent                                                                     | Bronze                                                          |
| 18 km detalls           | Martin Lundström                                                      | Nils Östensson                                                             | Gunnar Eriksson                                                 |
| 50 km detalls           | Nils Karlsson                                                         | Harald Eriksson                                                            | Benjamin Vanninen                                               |
| 4x10 km relleus detalls | SuèciaGunnar Eriksson · Martin Lundström · Nils Östensson · Nils Täpp | FinlàndiaAugust Kiuru · Teuvo Laukkanen · Sauli Rytky · Lauri Silvennoinen | NoruegaErling Evensen · Olav Hagen · Reidar Nyborg · Olav Økern |

## Medaller
| Posició | País      | Or | Argent | Bronze | Total |
| 1       | Suècia    | 3  | 2      | 1      | 6     |
| 2       | Finlàndia | 0  | 1      | 1      | 2     |
| 3       | Noruega   | 0  | 0      | 1      | 1     |